# Slag bij Panipat (1526)
De Slag bij Panipat in april 1526 was een beslissende slag bij de stichting van het Mogolrijk door Ẓahīr-ud-dīn Mohammed Babur (1483-1530).

## Aanloop
Timoer Lenk (1336-1405) bouwde een groot Aziatisch rijk op maar zijn opvolgers, de Timoeriden, hadden de grootste moeite om dit voort te zetten. Begin zestiende eeuw waren de Timoeriden niet langer opgewassen tegen de opdringende Oezbeken onder leiding van Muhammad Shaybani, de stichter van het Khanaat van Buchara. De jonge Timoeridische vorst Babur deed verschillende pogingen om Samarkand, de hoofdstad van Timoers rijk, te veroveren, maar werd in 1511 definitief teruggedreven naar zijn machtsbasis Kabul.
In 1514 werd zijn Perzische bondgenoot sjah Ismail I in de slag bij Chaldiran verslagen door de Osmaanse sultan Selim de Barse en moest hij zijn plan om Timoers gebied te heroveren laten varen. Nu richtte hij zijn aandacht op India.
 In 1519 begon zijn campagne. Zijn leger was dan wel klein, het beschikte over de beste eigenschappen van zowel de Osmanen als van de Mongolen. Beweeglijkheid, discipline en veel artillerie waren de fundamenten. In het noorden van India waren zijn tegenstanders voornamelijk Afghanen die onder de Lodi-dynastie naar de vlakten waren getrokken. Omdat er betwisting was omtrent de troon van het sultanaat Delhi, kon hij een verbond sluiten met de onderkoning van Punjab, Daulat Khan. Dit bleek een onbetrouwbare bondgenoot die de verovering eerder afremde dan wel een bijdrage leek te leveren. Door dit gekonkel kon pas in 1525 een nieuwe poging ondernomen worden om India te onderwerpen. Daulat Khan werd verslagen en nu was Ibrahim Lodi aan de beurt.

## De slag
Hoewel zijn leger 10 keer kleiner was, had Babur één enorm voordeel: vuurwapens. Zijn soldaten waren uitgerust met haakbussen en hij had een indrukwekkende artillerietrein. Ook de bevelhebber van de Afghanen, Ibrahim Lodi, was in vele opzichten de mindere van Babur; hij hield zijn troepen niet onder controle en hij had meestal geen strijdplan en trok zonder veel nadenken ten strijde. Hij rekende uitsluitend op zijn getalsterkte om de Mogolen te verslaan.
Op 12 april 1525 stelde Babur zijn leger op nabij Panipat. Het centrum bestond uit zijn kanonnen en zijn haakbusschutters. Hij versterkte zijn positie door een borstwering op te trekken en zo'n 700 wagens werden aan elkaar geketend. Zijn flanken werden door loopgraven versterkt. Tussen zijn versterkingen liet hij openingen om zijn cavalerie de kans te geven op te rukken als de tijd er rijp voor was. Hij kon 8 dagen ongestoord uitbreiden en versterken zonder dat de Afghanen aanvielen. Zij waren nochtans aanwezig maar hielden zich rustig. Babur probeerde dan de slag uit te lokken door zijn ruiters te laten uitrijden en enkele pijlen op het kampement te laten afvuren, maar zonder resultaat.
Op 20 april mislukte een nachtelijke aanval van Babur maar dit feit zorgde er wel voor dat de Afghanen hun legers 's morgens opstelden voor de strijd. Babur stelde zijn zoon, prins Humayun, aan om met zijn lichte cavalerie een omtrekkende beweging te maken en zo de vijand langs achteren te verrassen.
Op 21 april kwam het Afghaanse leger eindelijk in actie, zij het met enige reserve. Baburs reserves kwamen de rechterflank te hulp en brachten de Afghanen snel tot stilstand. De Afghaanse reservetroepen drongen naar voor zonder te beseffen dat ze hun voorste gelederen richting de loopgraven dreven. De Mogols beantwoordden deze onhandige zet door hun boogschutters, haakbusschutters en kanonnen salvo na salvo te laten afvuren op de wanordelijke "troep" soldaten voor hen. Nu zag Babur de kans om zijn cavalerie, gewapend met pijl-en-boog, naar voren te sturen door de openingen die hiervoor gelaten waren. De olifanten van Ibrahim werden door pijlenregens verdreven en hierdoor kon de linkerflank van Babur oprukken. Deze werd ondersteund door de vuurkracht vanuit het centrum. De Afghanen voerden enkele wanhopige, onsamenhangende aanvallen uit maar werden keer op keer met grote verliezen teruggedreven. Terwijl deze gevechten in het centrum aan de gang waren, had de prins zijn omtrekbeweging uitgevoerd en waren de vluchtroutes van de Afghanen afgesneden. De pijlen dunden de Afghaanse rangen stevig uit en de Sultan sneuvelde aan de zijde van zijn soldaten. Babur zou later stellen dat de vijand niet kon oprukken en niet kon vluchten. Tegen het middaguur was de slag voorbij.

## Gevolgen
Kort na de slag werden Delhi en Agra ingenomen en kon Babur zijn greep op India versterken. Hij versloeg de Rajputs bij Kanua (1527) en in 1530 besloeg zijn rijk een groot deel van India. Dit strekte zich uit van Bihar in het oosten tot Gwalior in het zuiden en bevatte de steden Kaboel, Punjab en Delhi. Het Mogolrijk zou het subcontinent eeuwenlang domineren.